# LKS (rymdfarkost)
LKS (ryska: Лёгкий Космический Самолёт) var en rymdfärja som den sovjetiske ingenjören Vladimir Tjelomej föreslog som ett svar på USAs Space Shuttle.
LKS skulle skjutas upp med hjälp av en Protonraket och kunna föra med sig två kosmonauter och upp till 5 000 kg last. Startvikten skulle bli 20 till 25 ton.
Om farkosten flögs obemannad skulle den kunna tillbringa upp till ett år i omloppsbana runt jorden.